# Ясная Поляна (Павлоградский район)
Я́сная Поля́на — деревня в Павлоградском районе Омской области. Входит в состав Хорошковского сельского поселения.

## Физико-географическая характеристика
Деревня расположена в южной части Западно-Сибирской равнины, в южной части Омской области, в северной части Павлоградского района. Местность относительно плоская, с преобладающими абсолютными отметками 110—120 м. Однообразный рельеф на отдельных участках нарушается понижениями плоских запа́дин (впадин обычно округлой формы, характерных для степной и лесостепной зон), озёрными котловинами.
Деревня стоит на трассе Р390, которая на севере уходит в сторону Омска, на юге — в направлении Русско-Полянского района. Южнее Ясной Поляны на дороге располагается деревня Глинкино, чуть в стороне от трассы — село Хорошки, центр сельского поселения. За ними, дальше к югу, находится райцентр, пгт Павлоградка. Ближайший населённый пункт на юго-востоке — село Логиновка, на северо-востоке — деревня Ярмоклеевка, на севере — село Любомировка (Таврический район). На северо-западе, в полях, ранее находился ныне нежилой населённый пункт Талызино (также территория Таврического района).

## История
Существуют данные, что Ясная Поляна возникла в 1901 году, в период активного заселения степей к югу от Омска переселенцами из южнорусских губерний (по крайней мере, история деревенской школы отсчитывается от 1903 года, см. ниже). На карте путей сообщения Азиатской России 1911 года поселение обозначено как Ясная полянка. Первоначально населённый пункт имел статус посёлка и находился в составе Омского уезда Акмолинской области. По данным 1920-х годов, Ясная Поляна стояла на почтовой дороге из Омска, была центром сельсовета и имела население численностью свыше 100 дворов, в поселении была телефонная станция.

## Население
| 2010 |
| ---- |
| 289  |

По данным переписи 2010 года, в деревне проживало 45,8 % мужчин и 54,2 % женщин, национальный состав населения был следующим:
- русские — 54 %,
- украинцы — 23 %,
- казахи — 17 %,
- немцы — 4 %,
- татары — 2 %[6].

По данным переписи 2002 года, в деревне проживало 297 человек (134 мужчины и 163 женщины), 49 % населения составляли русские, а 34 % — украинцы.

## Инфраструктура
- Яснополянский сельский клуб, филиал МКУК «Хорошковский культурно-досуговый центр»[8]
- МБОУ «Яснополянская основная школа», существует с 1903 года, статус ООШ — с 1989[9]
- Яснополянская сельская библиотека, филиал № 7. Фонд — более 7,9 тыс. единиц, пользователей — 182 человека. Одна из двух старейших библиотек района, наряду с библиотекой деревни Явлено-Покровка (существуют с 1922 года)[10]
- Торговля представлена одним магазином

Улицы
В деревне есть 5 улиц: Восточная, Зелёная, Калинина, Украинская, Центральная.

## Достопримечательности
На территории школы находится обелиск воинам, павшим в Великой Отечественной войне.